# Chorągiew husarska koronna Adama Działyńskiego
Chorągiew husarska koronna Adama Działyńskiego – chorągiew husarska koronna połowy XVII wieku, okresu wojen ze Szwedami i Moskwą, licząca sobie w II kwartale 1656- 44 konie.
Rotmistrzem tej chorągwi był Adam Działyński herbu Ogończyk, natomiast porucznikiem Aleksander Polanowski.
Żołnierze chorągwi Działyńskiego brali udział w kampanii cudnowskiej przeciw siłom kozacko-moskiewskim. Walczyli w bitwach pod Lubarem i Słobodyszczami.